# Basiliek van Onze-Lieve-Vrouw van Kortenbos
De Basiliek van Onze-Lieve-Vrouw van Kortenbos, officieel Basiliek van Maria Tenhemelopneming, is een kerkgebouw in Kortenbos in de Belgische gemeente Sint-Truiden. De bedevaartskerk is toegewijd aan Onze-Lieve-Vrouw, waarvan in Kortenbos een beeldje bijzonder vereerd wordt. De Basiliek van Kortenbos is tegelijkertijd een parochiekerk voor een parochie, die delen van Alken (Rozenkranswijk), Kozen, Zepperen en Melveren omvat. De norbertijnen van de abdij van Averbode zijn de bedienaars van de parochie van Kortenbos.

## Bouwgeschiedenis
De oorsprong van de kerk ligt in een Mariabeeldje. In vroeger tijden had de streek tussen Hasselt en Sint-Truiden te maken met struikrovers. Om de reizigers te beschermen plaatste Elisabeth van Oeteren in 1636 een beeldje van Onze-Lieve-Vrouw in een eik op deze toen eenzame en onbewoonde plaats. In 1639 volgde de bouw van een kapel, aanvankelijk gekend als Onze-Lieve-Vrouw ten Nachtegaal bij den Kortenbos. Omwille van de toeloop van Mariavereerders en een reeks vermeende wonderen, verrees er vanaf 1641 een barokke bedevaartskerk, gebouwd naar ontwerp van de franciscaan, Nicolaas Ray. Het interieur is eveneens ingericht in barokke stijl. De kerk werd in 1648 ingewijd en van 1655-65 uitgebreid met een transept en in 1665 met een toren, waarvan de spits met lantaarn en hoektorentjes voltooid werd in 1725. Het portaal werd opgetrokken tussen 1698 en 1725. De twee zijportaaltjes dateren uit 1925.
Op 13 mei 1873 riep de bisschop van Luik, Monseigneur de Montpellier, Onze-Lieve-Vrouw van Kortenbos uit tot "Patrones van Limburg". De Pauselijke kroning van het Mariabeeldje werd op 11 augustus 1897 door paus Leo XIII goedgekeurd en vond plaats op 1 mei 1898. Op 24 februari 1936 verleende paus Pius XI aan de bedevaartskerk van Kortenbos de titel van basilica minor. Van 1991 tot 1996 vond een grote restauratie plaats onder leiding van architect Paul Stevens. Jaarlijks komen er nog vele duizenden pelgrims op het miraculeuze Mariabeeldje af, vooral in de Mariamaand mei. Sinds 2000 vindt op 1 mei een bedevaart plaats van Averbode naar Kortenbos.

## Architectuur

### Beschrijving exterieur
De Basiliek van Kortenbos is een eenbeukige barokke kruiskerk met een schip van vier traveeën, een transept van twee traveeën, een koor met één rechte travee met een vlakke sluiting, een oosttoren en een sacristie. Het gebouw is opgetrokken uit baksteen met verwerking van mergelsteen.
Het zeszijdige westportaal is gedekt met een leien zadeldak en wordt geflankeerd door lagere noord- en zuidkapellen onder afgeschuinde leien daken. Het portaal heeft markante hoekpilasters en wordt bekroond door een driehoekig fronton van baksteen met geprofileerde mergelstenen lijsten. De drie ingangen van de kerk hebben een geblokte omlijsting van kalksteen. Boven de hoofdingang bevindt zich een ovaal bovenvenster in een rechthoekige omlijsting.
In de noord- en zuidgevel van het schip bevinden zich slanke, verdiepte rondboogvensters met sterk geprofileerde omlijstingen van baksteen die de verticaliteit van het gebouw benadrukken. Het transept heeft boven- en benedenvensters die zijn opgenomen in een  verdiepte nis.
De zware, vierkante oosttoren heeft een kroonlijst op halve hoogte en rondboogvormige muuropeningen op verschillende hoogten. De tweede geleding is verlevendigd met mergelstenen hoekbanden en speklagen, onderbroken door twee mergelstenen, rondboogvormige galmgaten onder een centrale wijzerplaat. De achtzijdige lantaarn wordt bekroond door een peervormige spits, geflankeerd door vier slanke peervormige hoektorentjes.

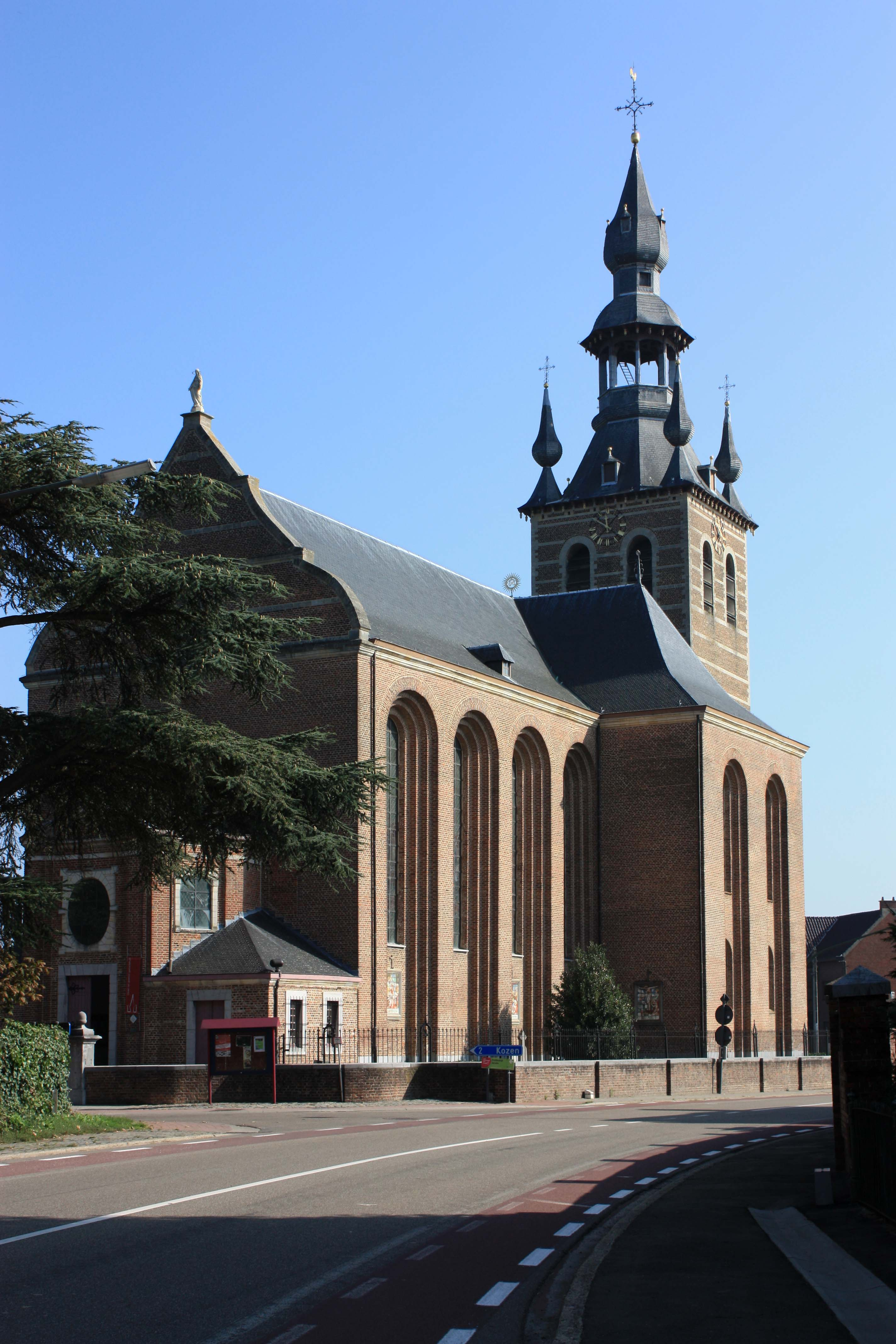
Kerk vanuit het westen
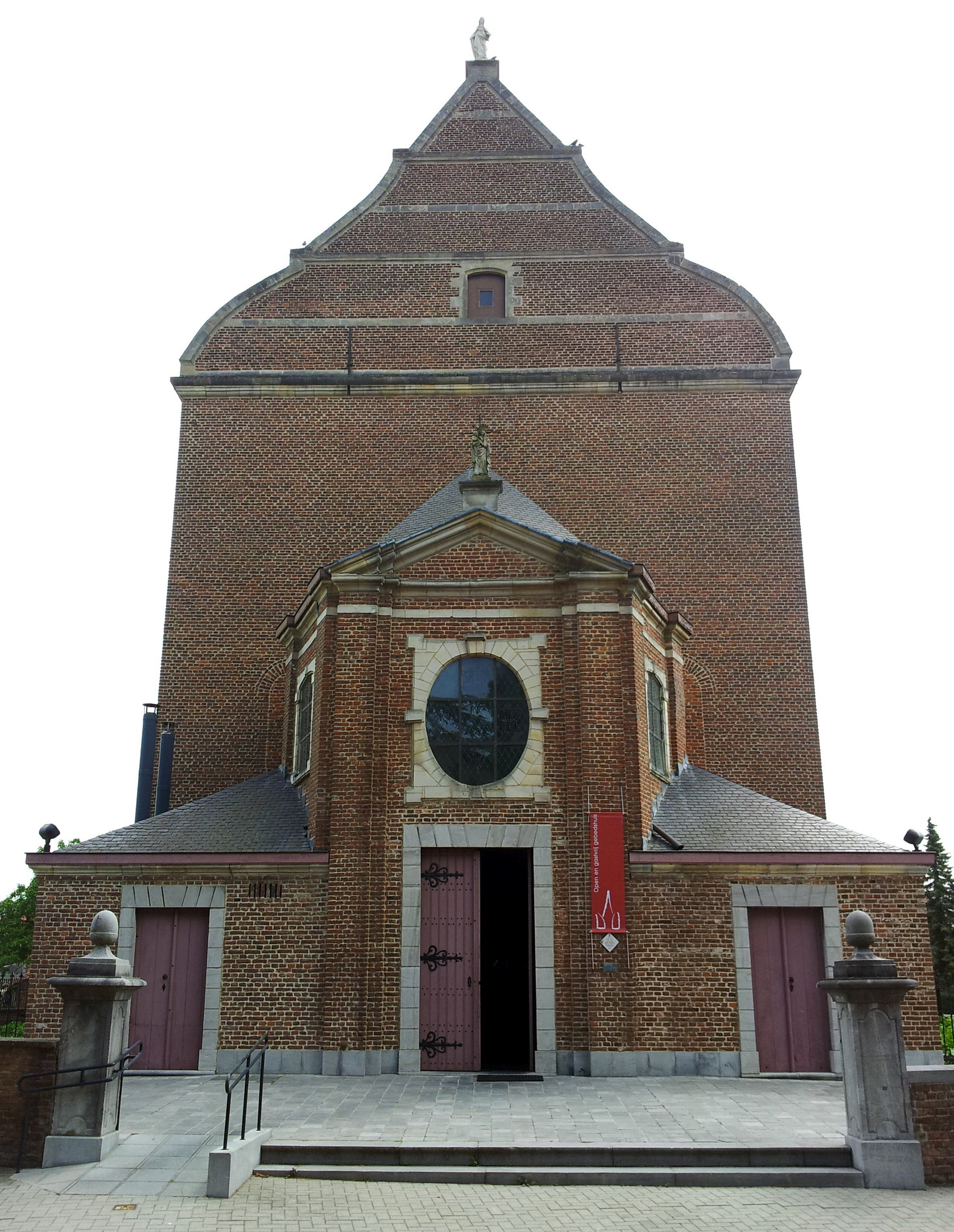
Westfaçade
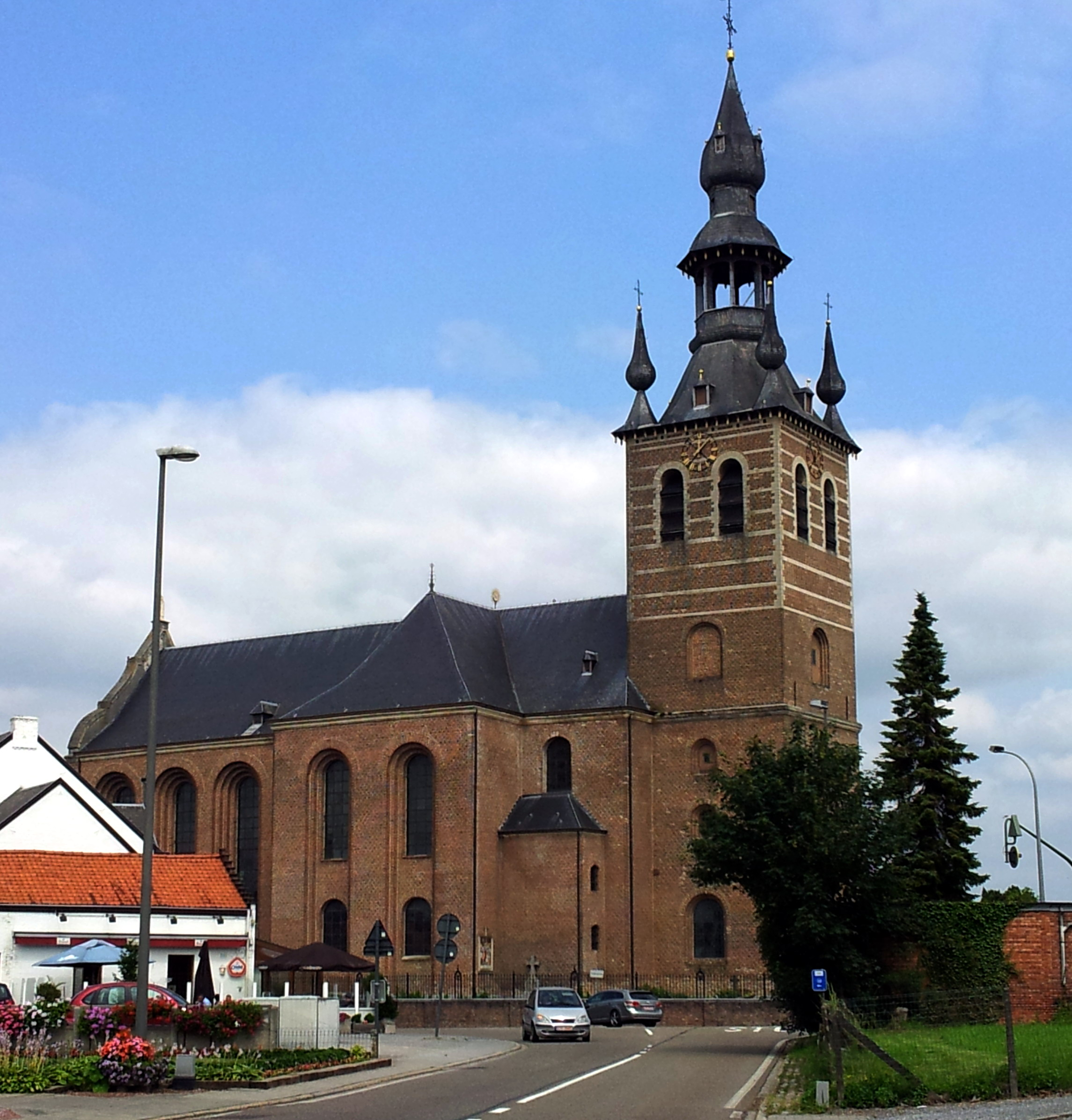
Kerk vanuit het zuiden
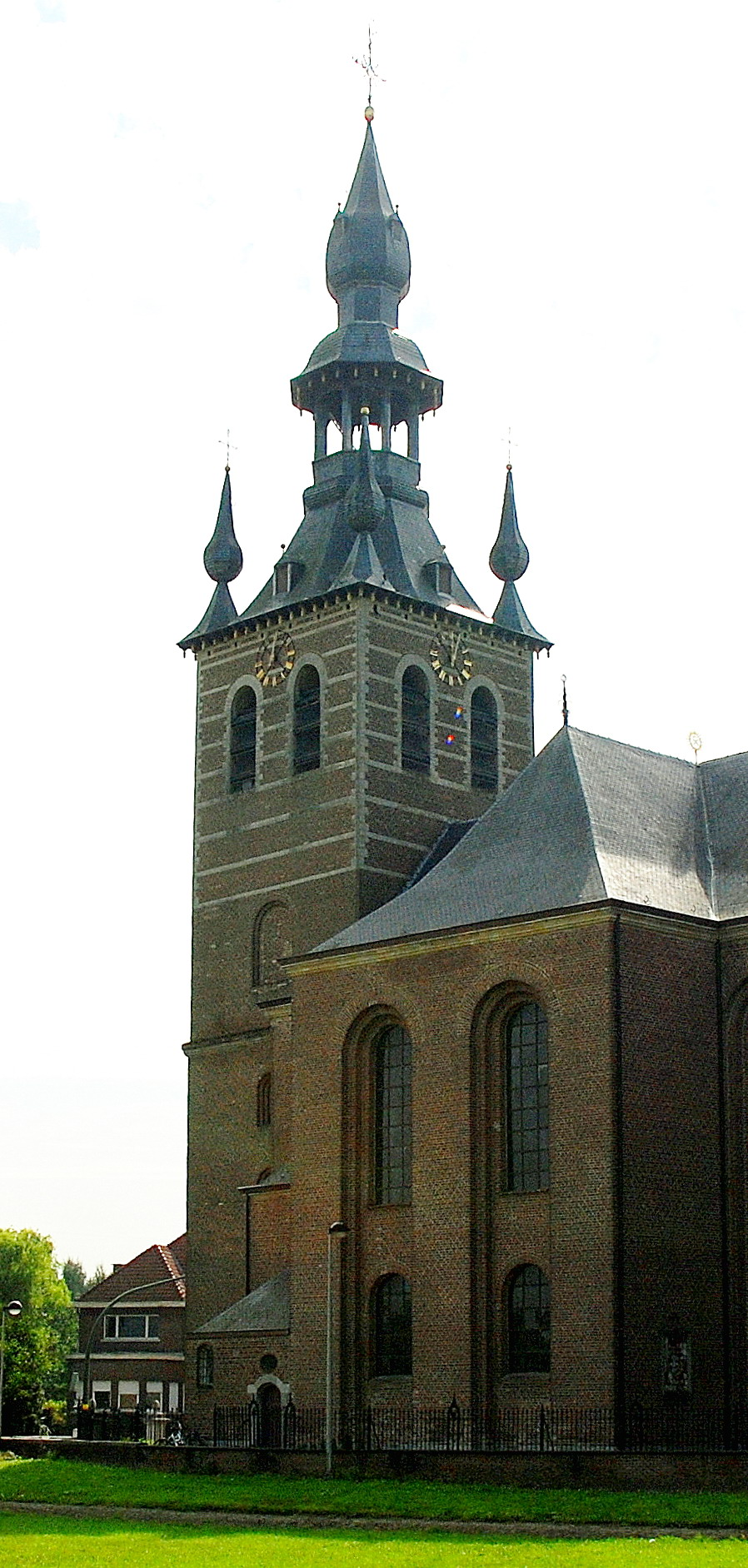
Toren vanuit het noorden

### Beschrijving interieur
Het interieur van de Basiliek van Kortenbos is bepleisterd en witgeschilderd boven een barokke, houten lambrisering. De indeling van het kerkschip in traveeën wordt geaccentueerd door  kruisribgewelven tussen gedrukte gordelbogen, die aansluiten op kapiteelloze pilasters. De beide transepten hebben tussenverdiepingen met kapellen op de begane grond en tribunes daarboven.
De kerk heeft een zeer rijke barokke inrichting, die grotendeels in originele staat bewaard is gebleven. Het interieur doet sterk denken aan dat van de abdijkerk van Averbode, waarmee de kerk sinds jaar en dag verbonden is.

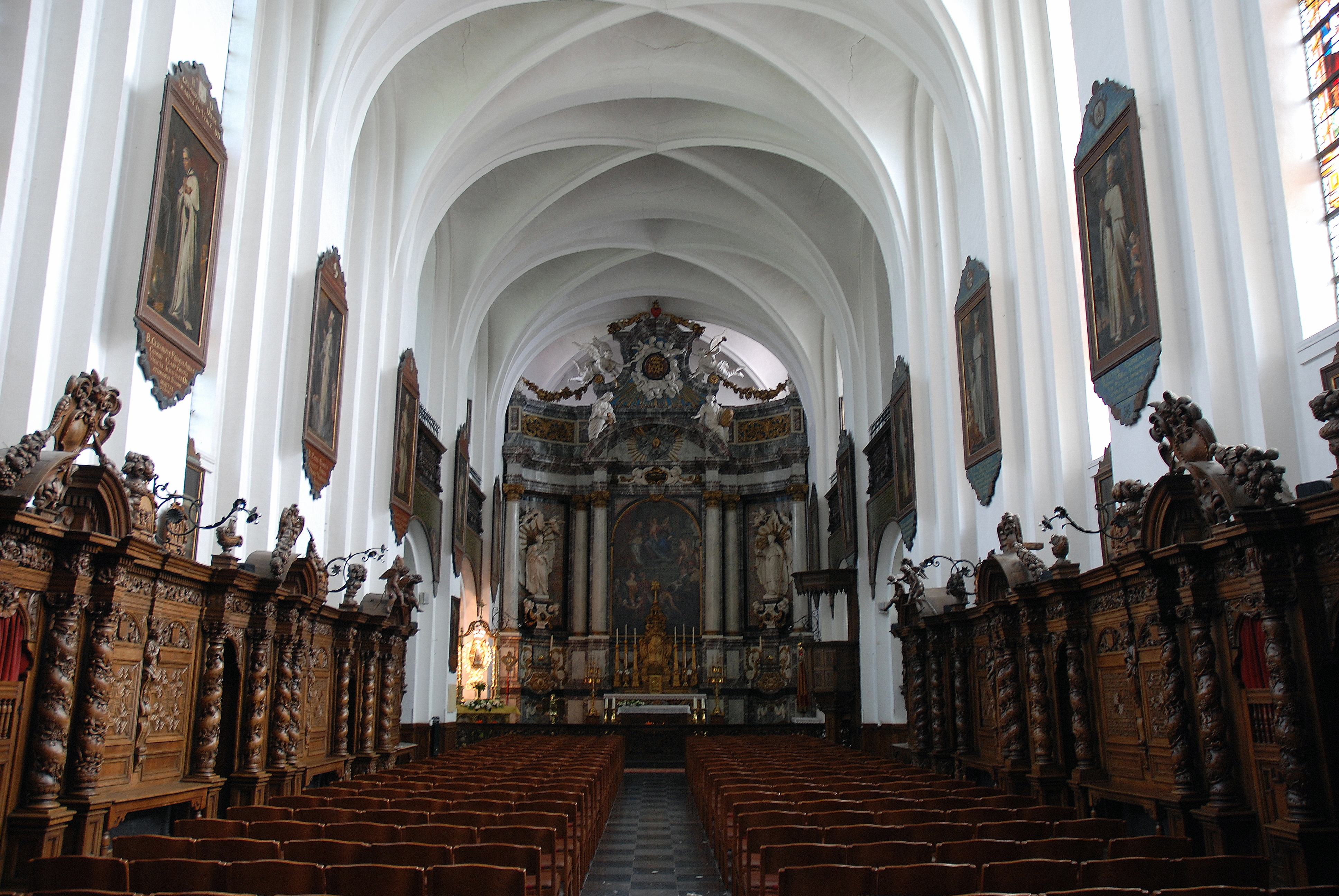
Interieur naar het oosten
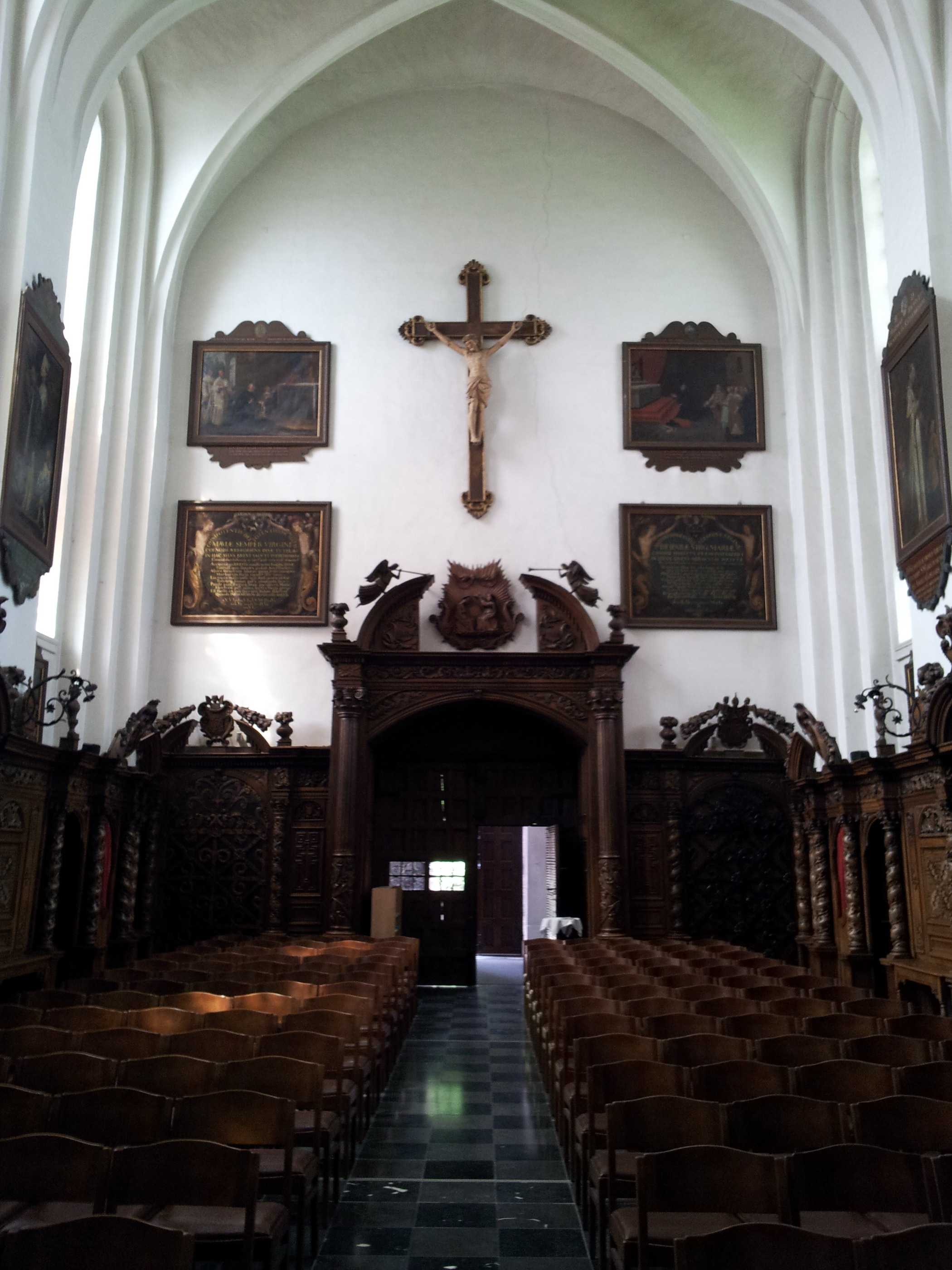
Interieur naar het westen
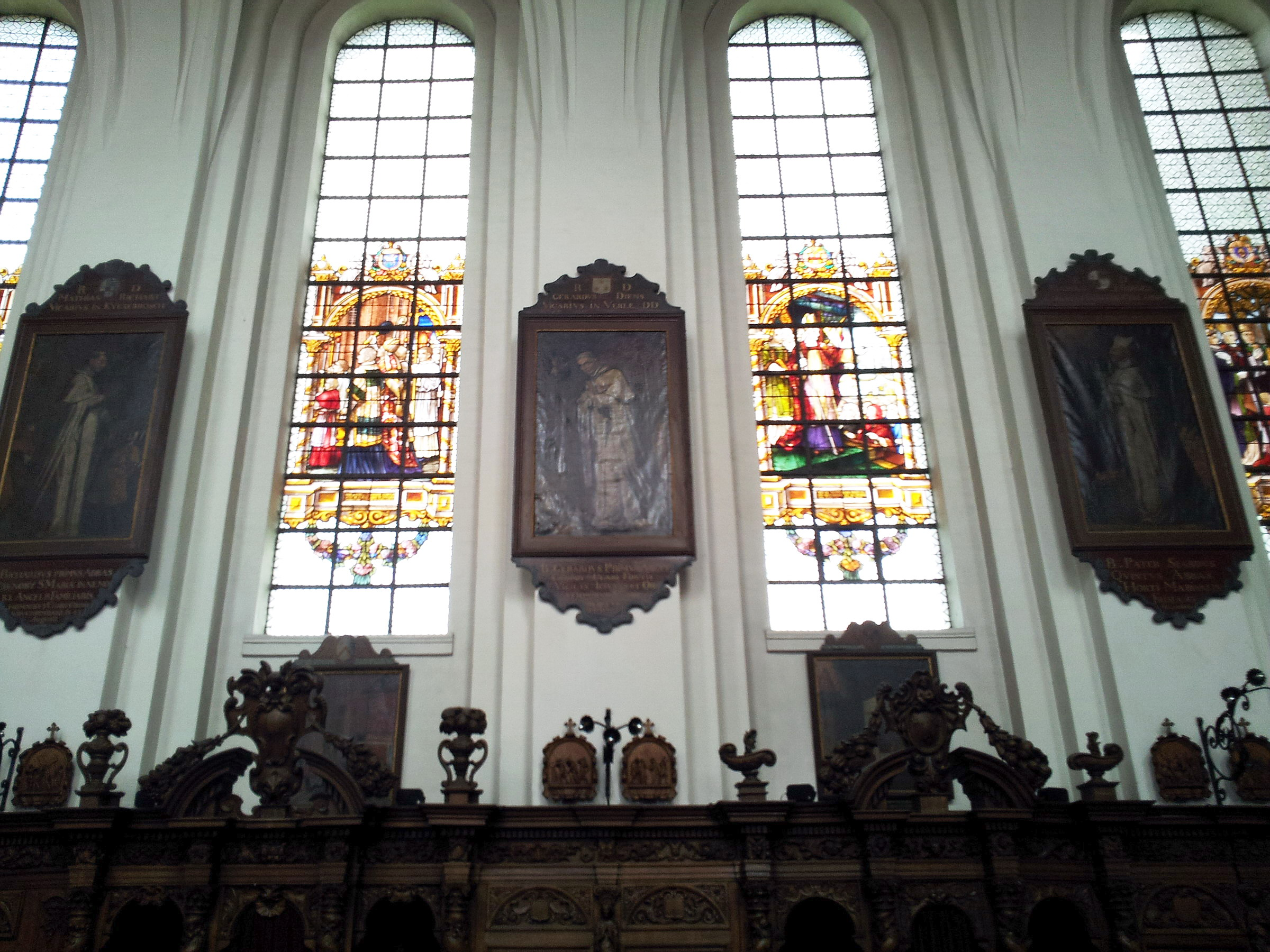
Interieur naar het zuiden
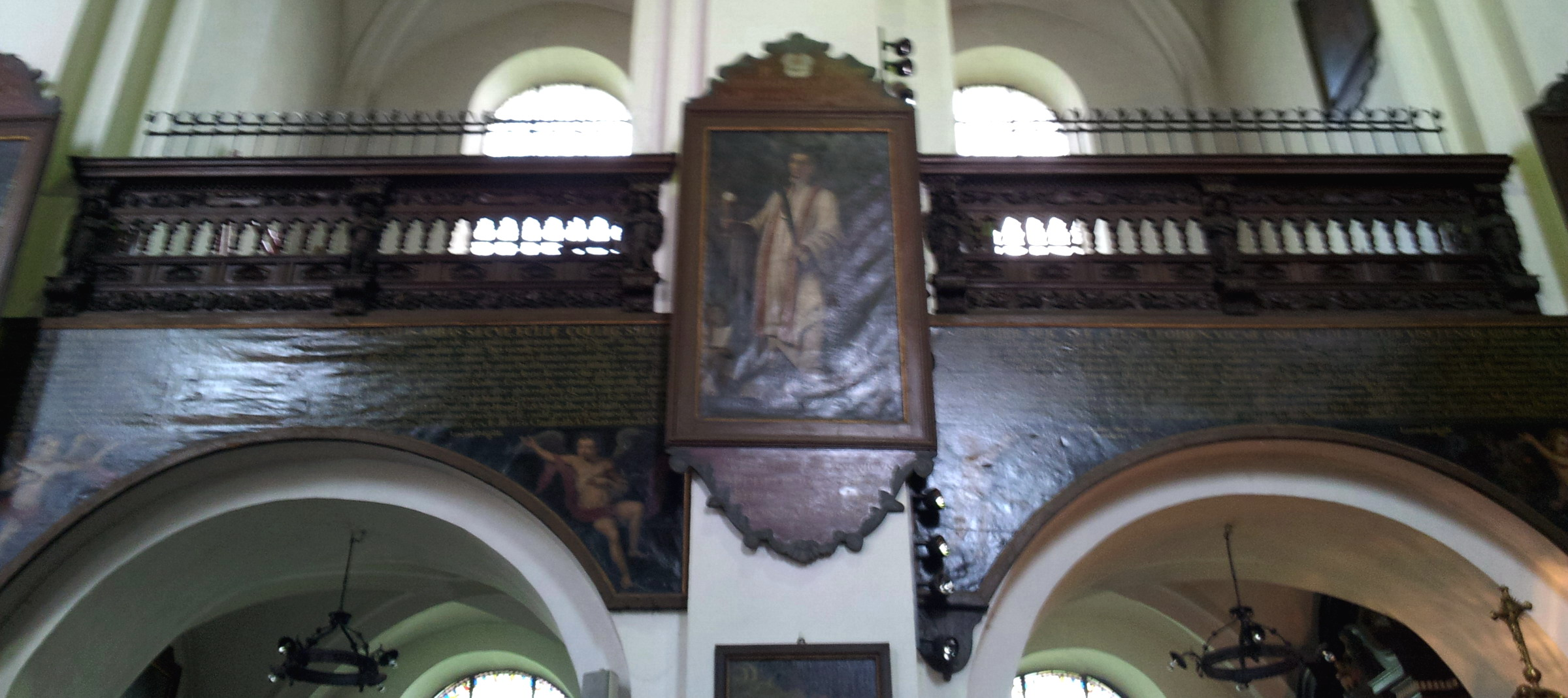
Noordertransept

### Altaren, schilderijen, beelden
Het hoofdaltaar van gemarmerd hout is van de Antwerpse houtsnijder Pieter Scheemaeckers (circa 1710). De twee zijaltaren, eveneens van gemarmerd hout, dateren uit circa 1655. Het hoofdaltaar wordt versierd door het schilderij Heilige Norbertus bij Onze-Lieve-Vrouw (1662) dat aan Gaspar de Crayer wordt toegeschreven. De schilder toont Norbertus, de stichter van de Norbertijnen die de Heilige Maagd Maria vereerd. Andere altaarstukken tonen Onze-Lieve-Vrouw met Sint-Norbertus en Sint-Augustinus en De Westerse Noodheiligen (beide Vlaamse School, 2e helft 17e eeuw). Verder bezit de kerk achttien votiefschilderijen op doek (17e en 18e eeuw) en twaalf schilderijen met voorstellingen van premonstratenzerheiligen, door Abraham van Diepenbeek (derde kwart 17e eeuw).
Het terracottabeeld van Onze-Lieve-Vrouw-van-Kortenbos dateert uit de eerste helft van de 17e eeuw.

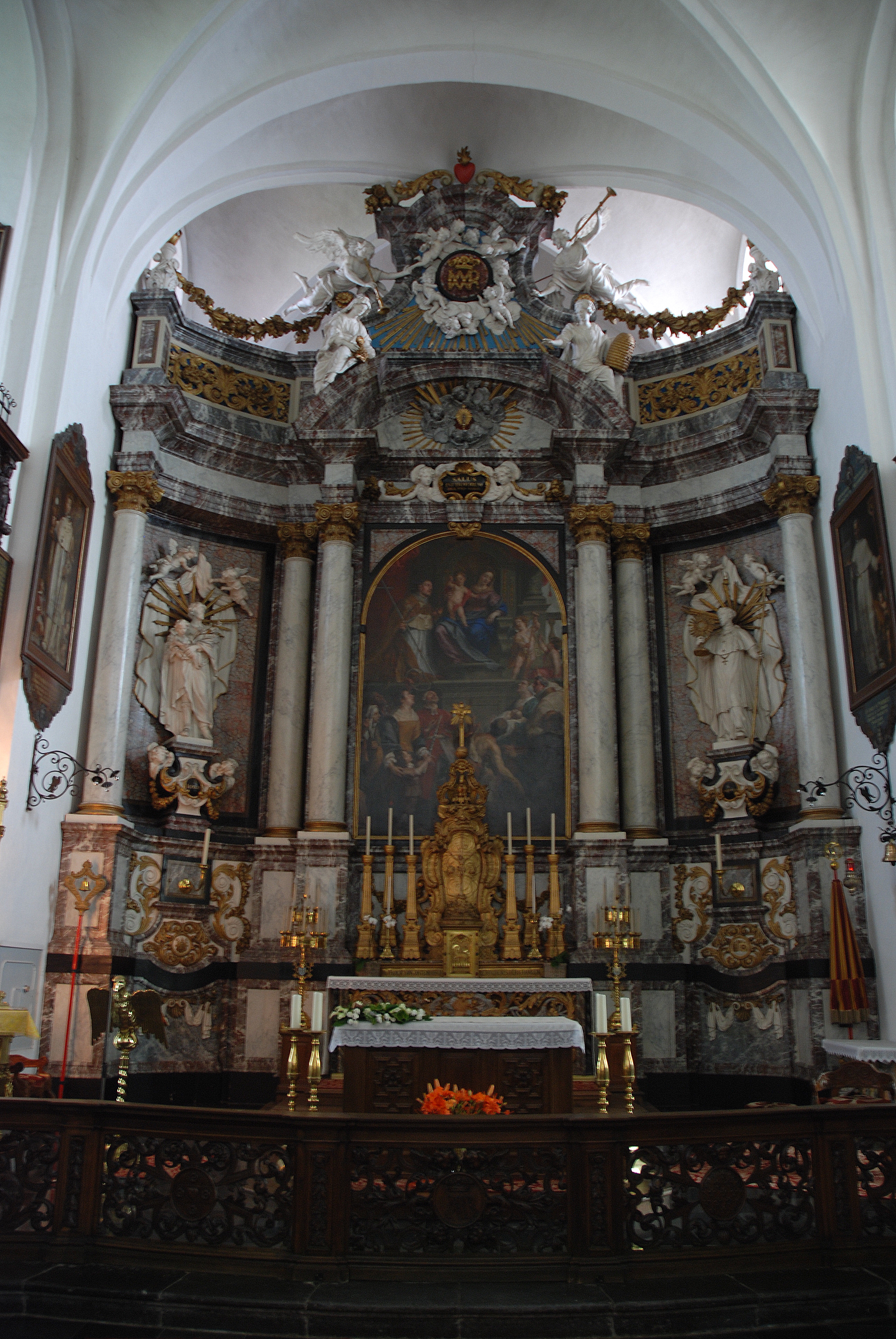
Hoofdaltaar
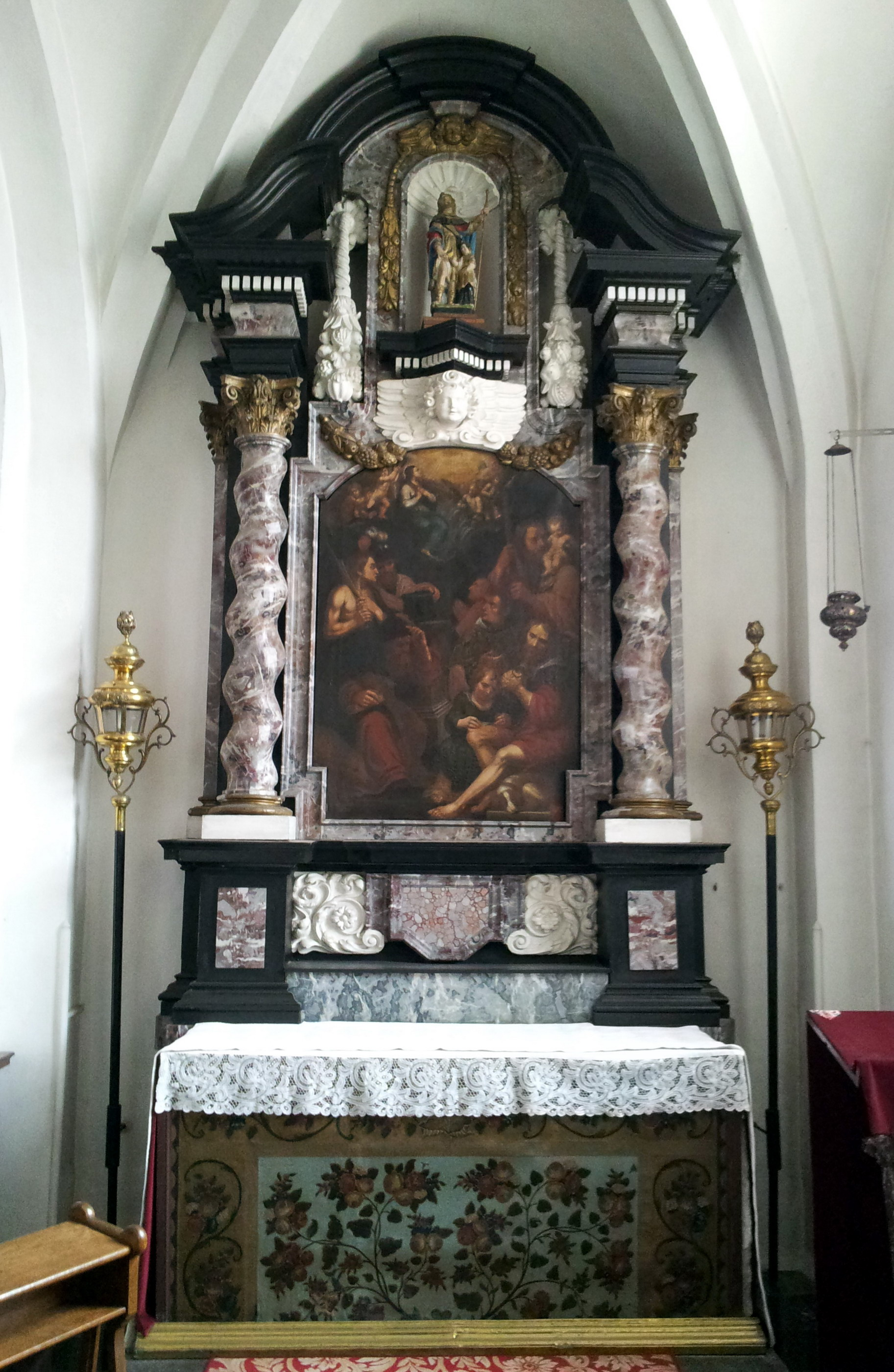
Zijaltaar
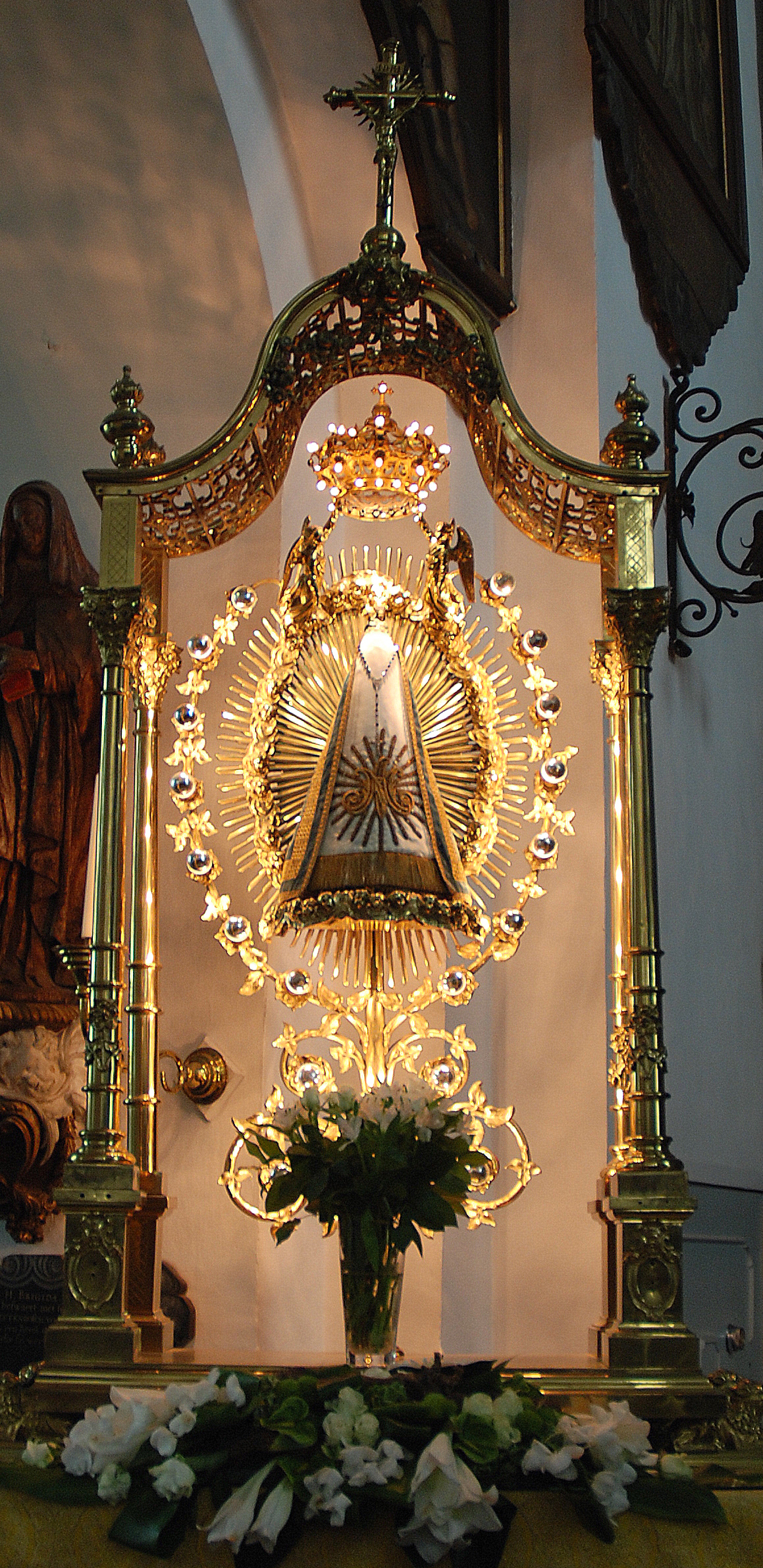
Onze-Lieve-Vrouw behoudenis der kranken
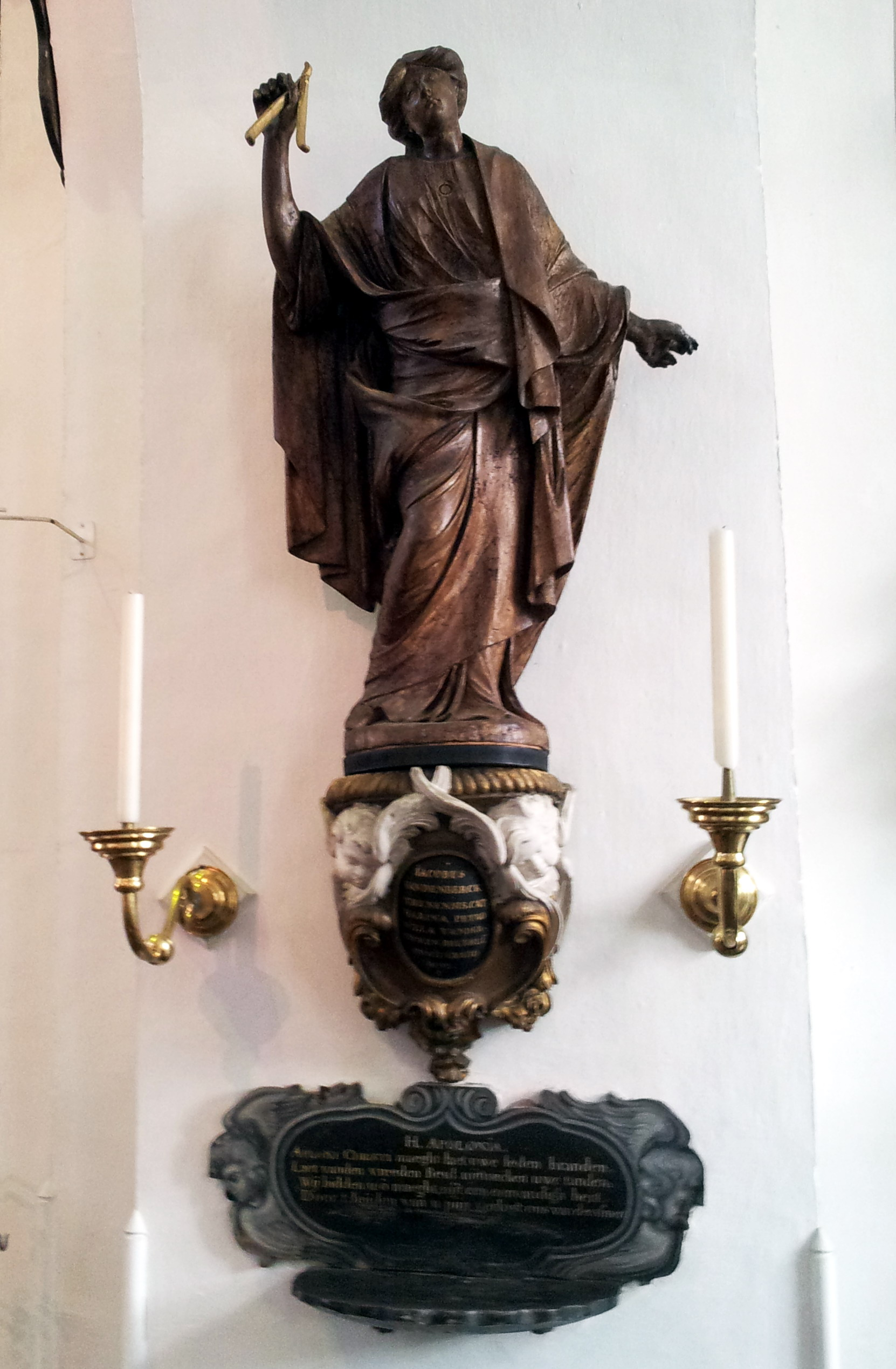
Sint-Appolonia

### Barok kerkmeubilair
Zeer bijzonder zijn de tien biechtstoelen van Antoon Baeyens uit Mechelen (circa 1651). De biechtstoelen zijn geheel ingewerkt in de eikenhouten lambrisering, die de wanden van het hele kerkschip en een deel van de transeptarmen bedekt. De lambrisering omvat ook de westelijke hoofdingang en twee rijkbewerkte deuren ter weerszijden daarvan. De eiken preekstoel dateert uit 1647. De communiebank in Lodewijk XIV-stijl is jonger (ca. 1724). Op het koor bevinden zich enkele armstoelen in Lodewijk XV-stijl.

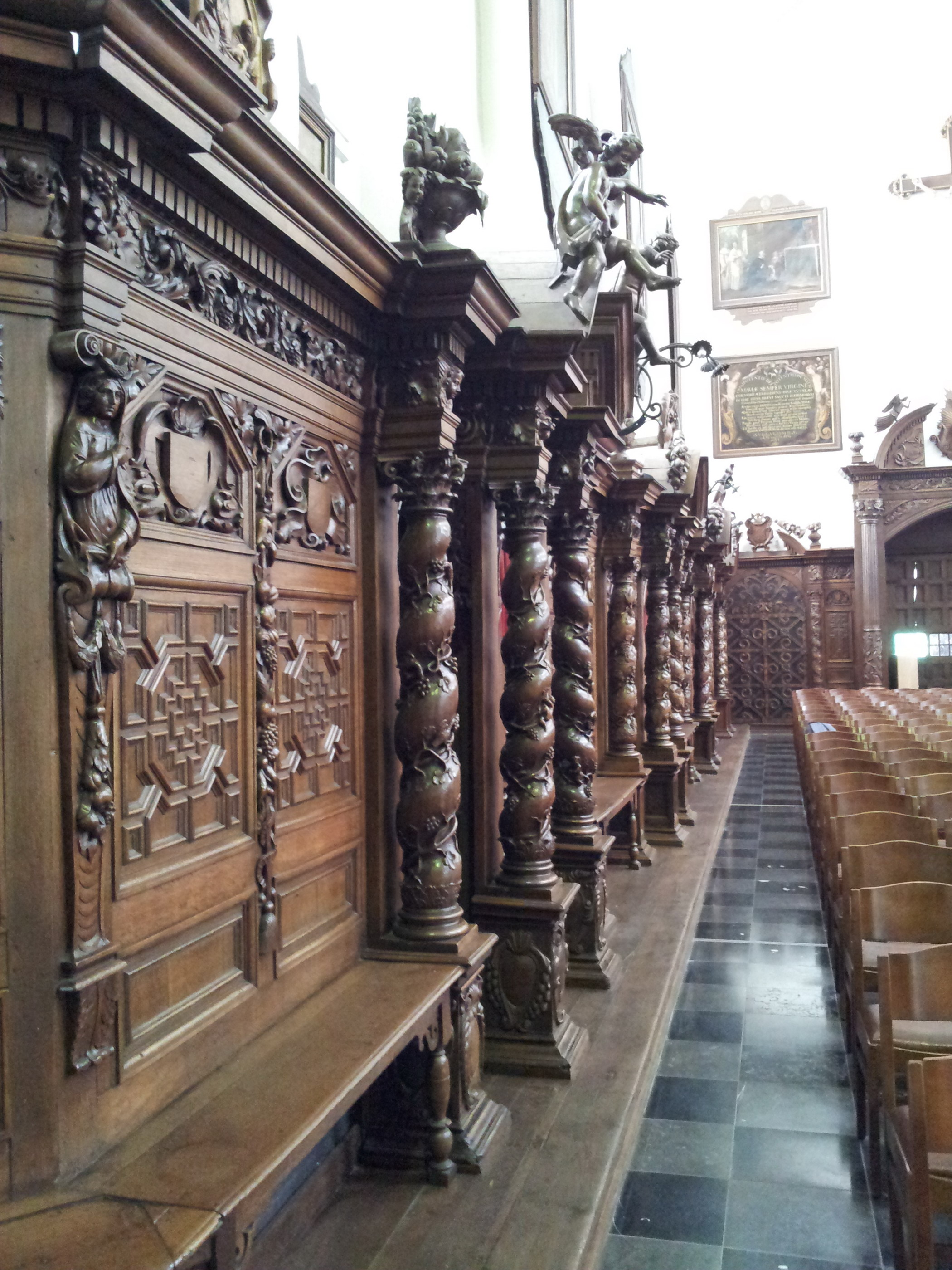
Biechtstoelen
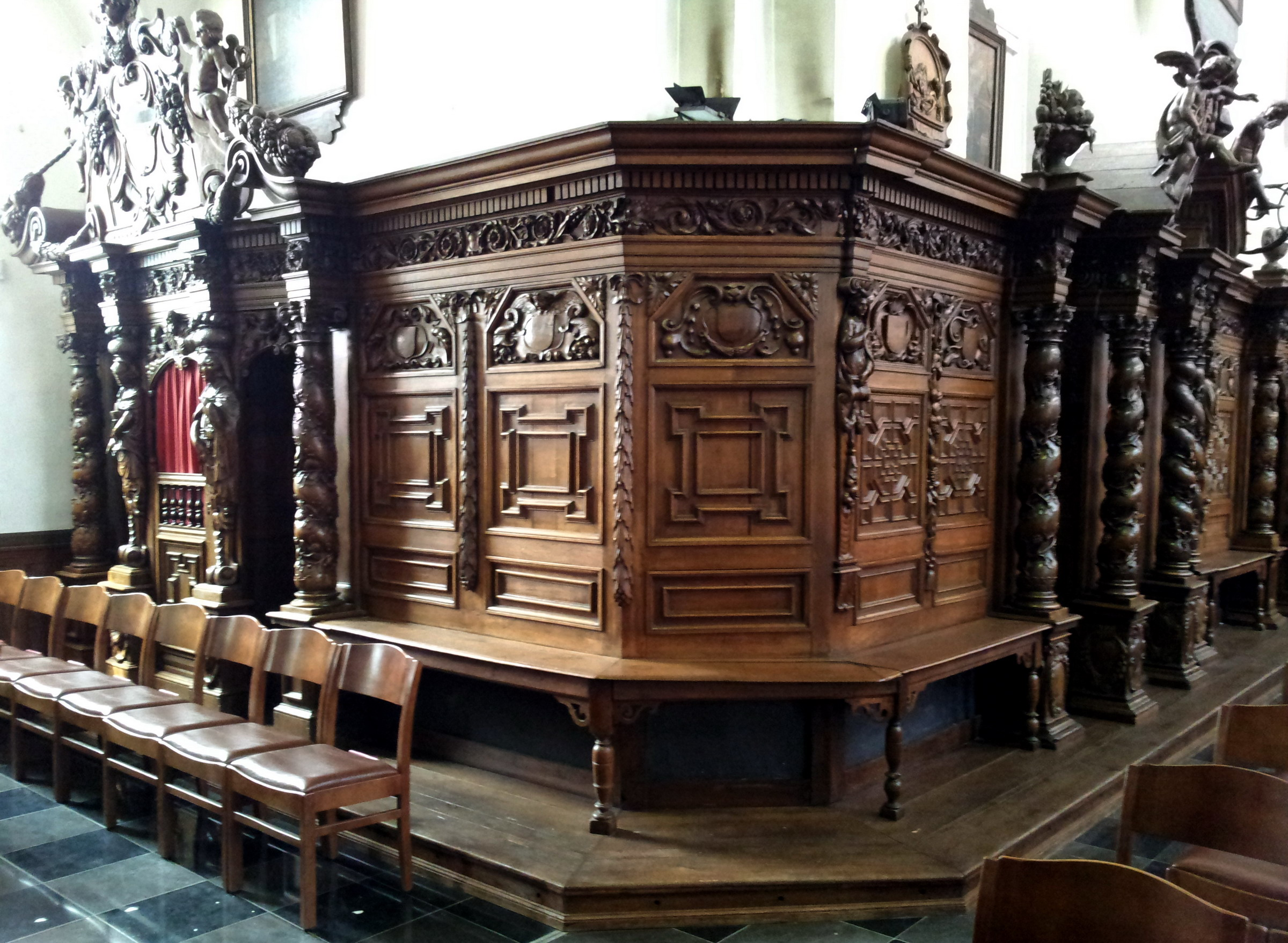
Biechtstoelen
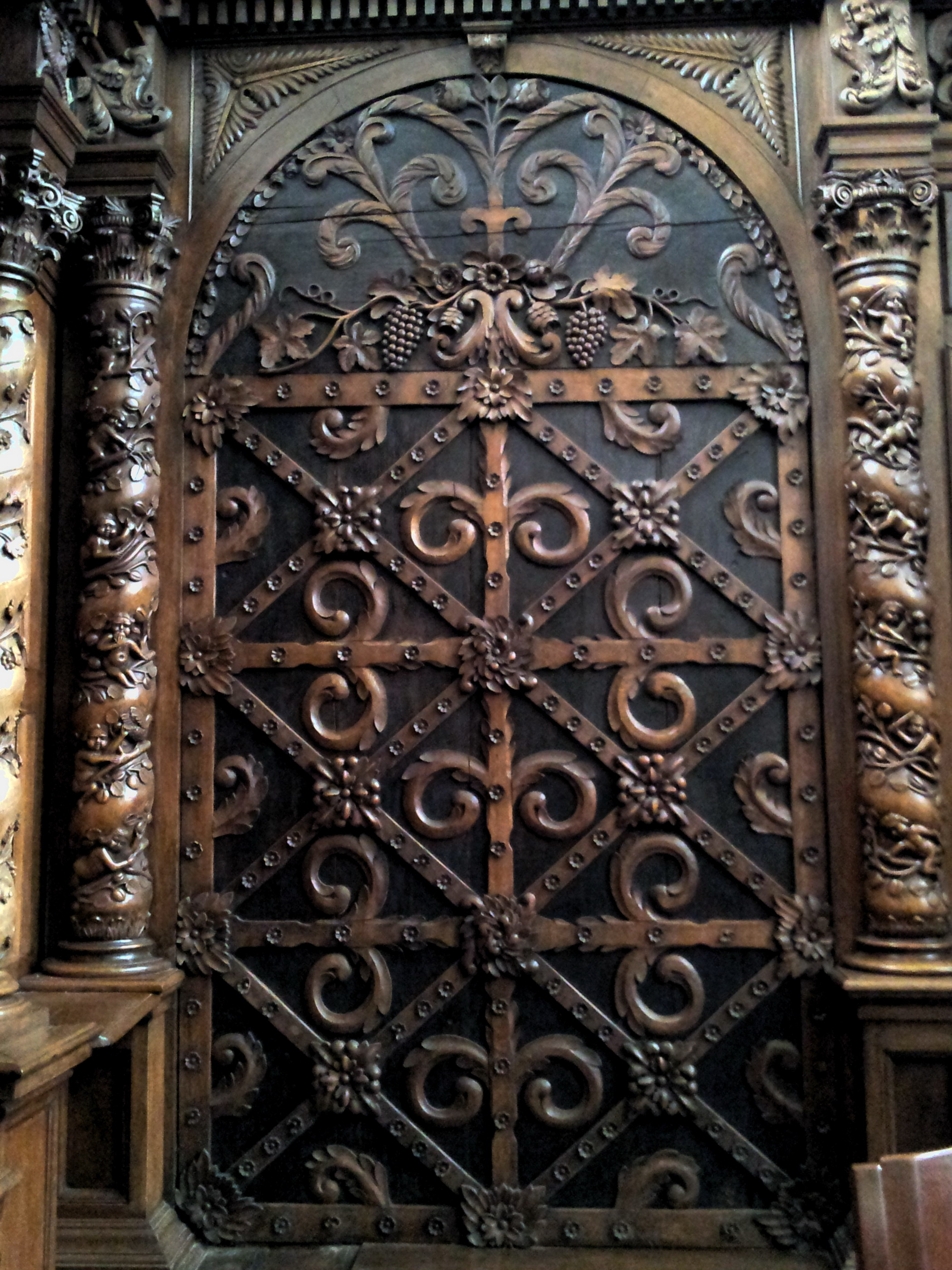
Barokke deur
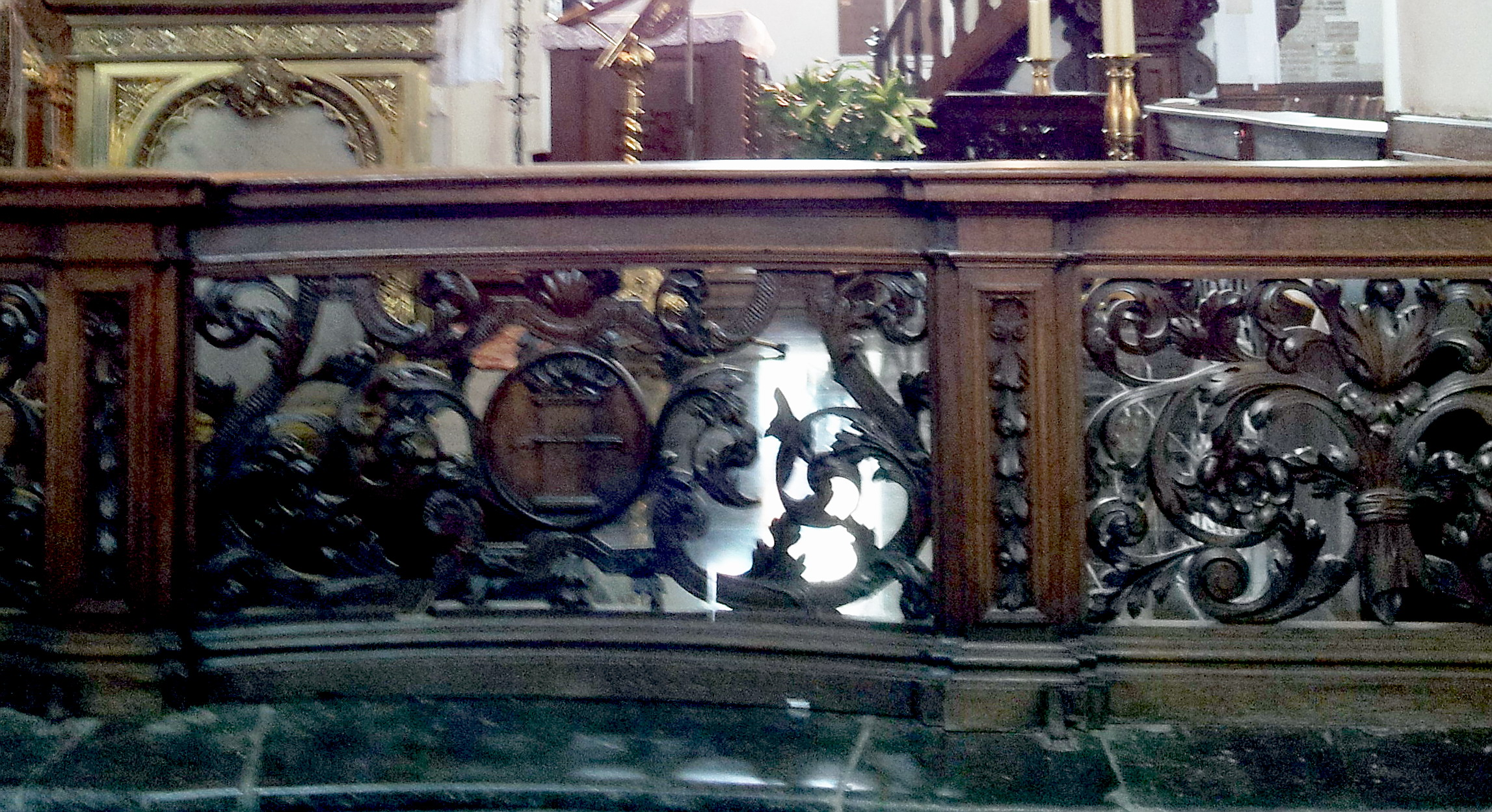
Detail communiebank